# Vriesea pabstii
Vriesea pabstii là một loài thuộc chi Vriesea. Đây là loài đặc hữu của Brasil.